# BrettspielWelt
BrettSpielWelt (spesso abbreviato BSW) è un portale tedesco di giochi di società online fondato nel 2002. La traduzione del suo nome corrisponde letteralmente a "Mondo dei giochi di società".
Il portale ha ormai raggiunto un livello di popolarità tale che alcuni editori di giochi hanno presentato i loro nuovi giochi di società su BrettSpielWelt contestualmente alla pubblicazione.
Nel 2004 il sito venne candidato ai Webby Award nella categoria giochi, vincendo il premio People's voice.

## Funzionamento
Il portale contiene versioni online di più di 50 famosi giochi di società e di carte sia moderni che classici, come Backgammon, Bluff, Carcassonne, Can't Stop, Go, Lost Cities, Puerto Rico, I coloni di Catan, e Tichu.
Per poter giocare è richiesto un browser che supporti il linguaggio Java, oppure l'installazione di un client per Windows, macOS o Linux, mentre la registrazione nel sito è facoltativa. Le parti principali del sito e dell'applicazione java sono disponibili anche in lingua italiana. Il portale è indipendente, no-profit e libero da banner pubblicitari, fatta eccezione per la pubblicità dei propri giochi.

## Comunità
BrettSpielWelt mette a disposizione dei propri utenti un mondo virtuale caratterizzato da piccole città in cui i giocatori possono incontrarsi, parlare e giocare. Per gli utenti registrati è possibile memorizzare le statistiche dei propri giochi e guadagnare crediti e punti esperienza, nonché unirsi in piccole community. I punti esperienza permettono ai giocatori di avanzare di rango e di poter ampliare le possibilità di interazione col mondo virtuale ad esempio costruendoci una casa virtuale che potrà ospitare giochi in grado di far guadagnare crediti e risorse alla propria community.